# Amblyoponinae

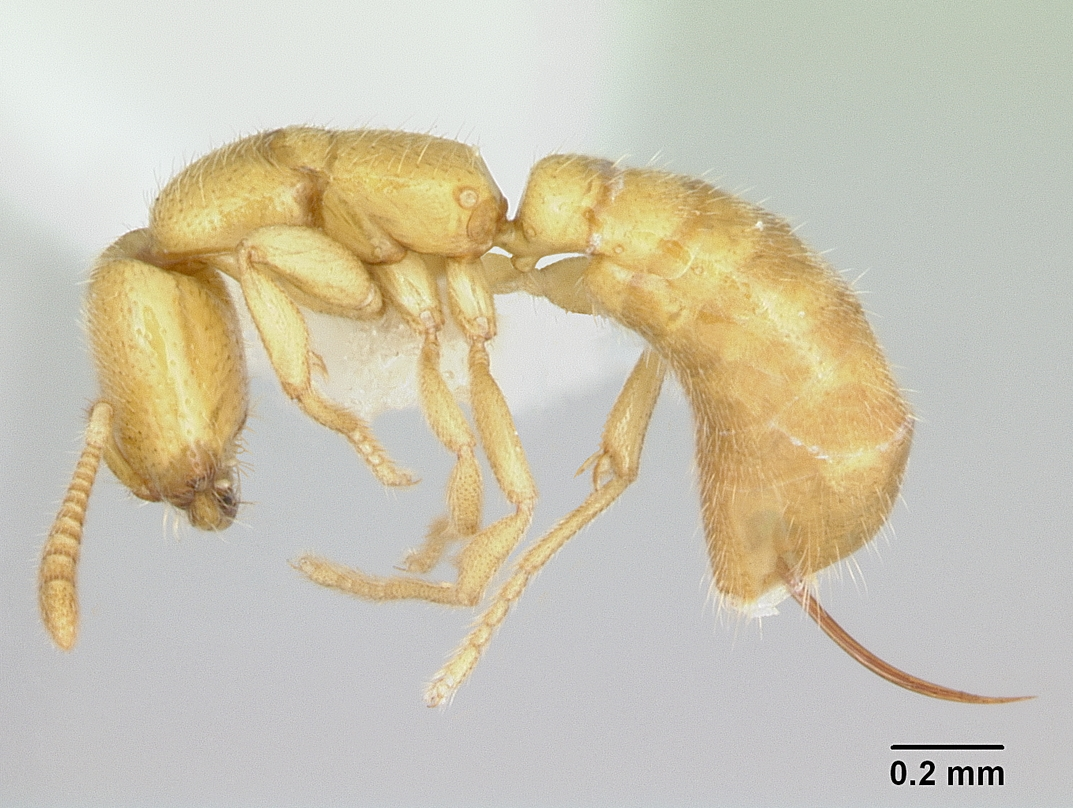
Adetomyrma venatrix (obrera ciega)

Amblyoponinae es una subfamilia de la familia de las hormigas que contiene 14 géneros (uno extinto).

## Descripción
Subfamilia escindida de la antigua subfamilia Ponerinae en Bolton (2003), que la divide en seis nuevas subfamilias. Forma parte de las denominadas subfamilias Poneromorfas, con las que comparte caracteres más generales como la presencia de un solo segmento (peciolo) separando mesosoma y gastro, o la presencia de una constricción entre los prescleritos y postescleritos del segmento abdominal IV.
La diagnosis completa de la subfamilia se describe en la pag. 41 de Bolton (2003), si bien los caracteres principales que la separan son la presencia de quetas dentadas en el clípeo y el peciolo ampliamente unido al gastro, de forma que este no presenta una cara posterior claramente definida. Los machos presentan antenas de 13 artejos.

## Géneros
- Amblyoponinae Forel, 1893
  - Amblyoponini Forel, 1893
    - Adetomyrma Ward, 1994
    - Amblyopone Erichson, 1842
    - Apomyrma Brown, Gotwald & Lévieux, 1971
    - Bannapone Xu, 2000
    - †Casaleia Pagliano & Scaramozzino, 1990
    - Concoctio Brown, 1974
    - Myopopone Roger, 1861
    - Mystrium Roger, 1862
    - Onychomyrmex Emery, 1895
    - Opamyrma Yamane, Bui & Eguchi, 2008
    - Prionopelta Mayr, 1866
    - Stigmatomma Roger, 1859
    - Xymmer Santschi, 1914

  - incertae sedis
    - Paraprionopelta Kusnezov, 1955